# Jonas Söderblom

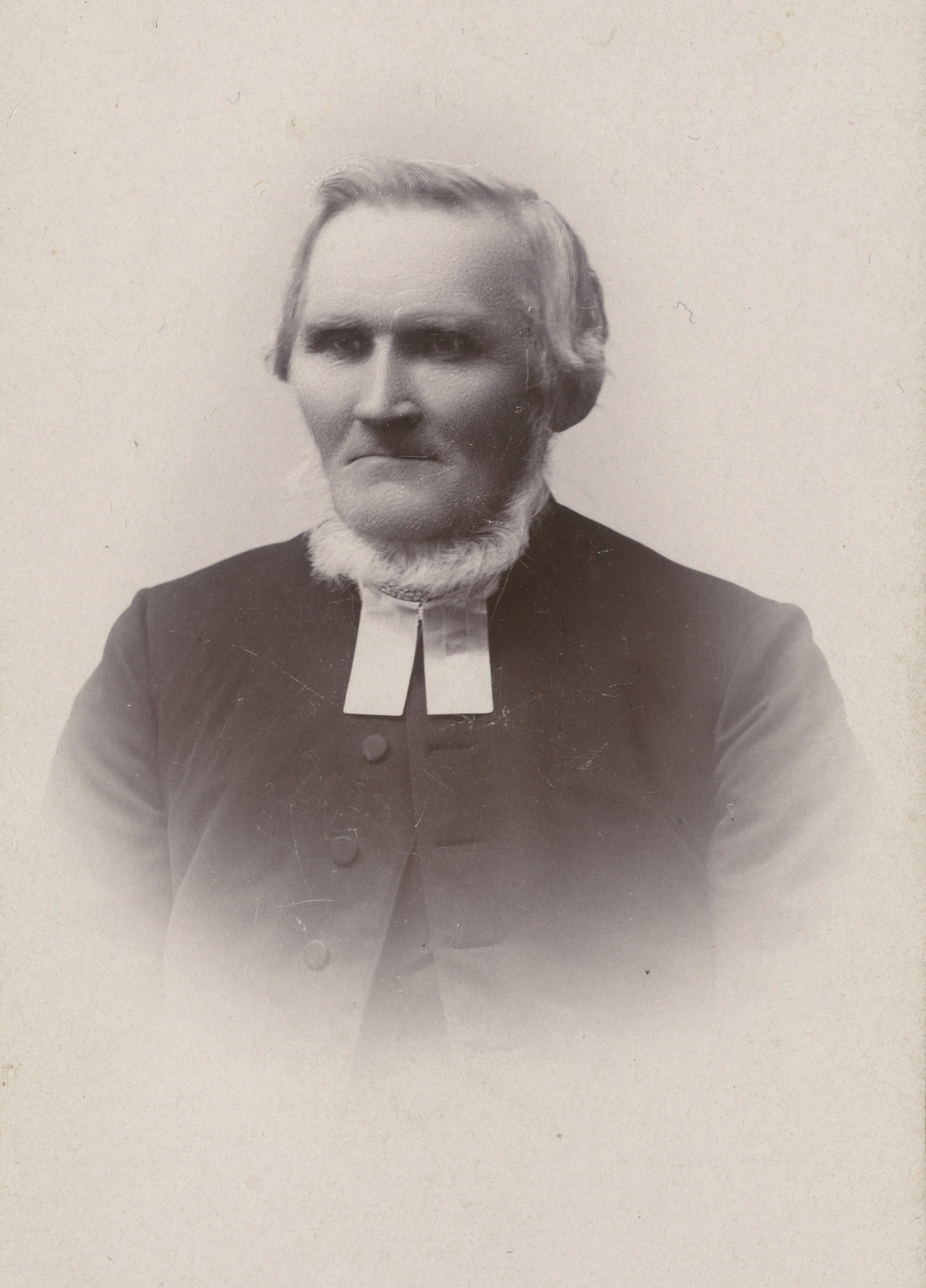
Jonas Söderblom.

Jonas Söderblom, född 8 november 1823 i Söderala socken, Gävleborgs län, död 28 juni 1901 i Norrala församling, Gävleborgs län, var en svensk präst. Han var far till Nathan Söderblom.
Söderblom blev student vid Uppsala universitet 1844 och prästvigdes 1847. Han blev kapellpredikant och skollärare vid Nianfors kapellförsamling 1862, komminister i Norrala församling 1863, kyrkoherde i Norrbo församling 1871 och i Hälsingtuna församling 1880 samt kyrkoherde i Norrala församling 1883. Han utgav predikningar och tal samt Komminister Anders Norells lif och verksamhet (1894).